# Aseraggodes borehami
Aseraggodes borehami är en fiskart som beskrevs av Randall, 1996. Aseraggodes borehami ingår i släktet Aseraggodes och familjen tungefiskar. Inga underarter finns listade i Catalogue of Life.